# South Shields FC
South Shields FC (celým názvem: South Shields Football Club) byl anglický fotbalový klub, který sídlil ve městě South Shields v metropolitním hrabství Tyne and Wear. Založen byl v roce 1889. Do profesionální Football League přistoupil v roce 1919. Setrval zde až do svého zániku v roce 1930, kdy byl přesunut do nedalekého Gatesheadu.
Své domácí zápasy odehrával na stadionu Horsley Hill.

## Historické názvy
Zdroj: 
- 1889 – South Shields FC (South Shields Football Club)
- 1899 – South Shields Adelaide FC (South Shields Adelaide Football Club)
- 1910 – South Shields FC (South Shields Football Club)
- 1930 – zánik ⇒ založení klubu Gateshead AFC

## Úspěchy v domácích pohárech
Zdroj: 
- FA Cup
  - 5. kolo: 1925/26, 1926/27

## Umístění v jednotlivých sezonách
Zdroj: 
- 1908–1915: North Eastern League
- 1919–1928: Football League Second Division
- 1928–1930: Football League Third Division North

Jednotlivé ročníky
Zdroj: 
Legenda: Z - zápasy, V - výhry, R - remízy, P - porážky, VG - vstřelené góly, OG - obdržené góly, +/- - rozdíl skóre, B - body, červené podbarvení - sestup, zelené podbarvení - postup, fialové podbarvení - reorganizace, změna skupiny či soutěže
| Anglie (1908 – 1930)                                      |                      |        |    |    |    |    |     |     |      |    |        |
| Sezóny                                                    | Liga                 | Úroveň | Z  | V  | R  | P  | VG  | OG  | +/-  | B  | Pozice |
| 1908/09                                                   | North Eastern League | –      | 34 | 22 | 4  | 8  | 80  | 41  | +39  | 48 | 2.     |
| 1909/10                                                   | North Eastern League | –      | 32 | 14 | 5  | 13 | 77  | 63  | +14  | 33 | 8.     |
| 1910/11                                                   | North Eastern League | –      | 33 | 18 | 5  | 10 | 55  | 34  | +21  | 41 | 5.     |
| 1911/12                                                   | North Eastern League | –      | 36 | 21 | 4  | 11 | 73  | 43  | +30  | 46 | 5.     |
| 1912/13                                                   | North Eastern League | –      | 38 | 27 | 7  | 4  | 103 | 30  | +73  | 61 | 2.     |
| 1913/14                                                   | North Eastern League | –      | 38 | 32 | 5  | 1  | 133 | 31  | +102 | 69 | 1.     |
| 1914/15                                                   | North Eastern League | –      | 38 | 31 | 4  | 3  | 160 | 34  | +126 | 68 | 1.     |
| V letech 1915 až 1918 se nehrála žádná pravidelná soutěž. |                      |        |    |    |    |    |     |     |      |    |        |
| 1919/20                                                   | Second Division      | 2      | 42 | 15 | 12 | 15 | 58  | 48  | +10  | 42 | 9.     |
| 1920/21                                                   | Second Division      | 2      | 42 | 17 | 10 | 15 | 61  | 46  | +15  | 44 | 8.     |
| 1921/22                                                   | Second Division      | 2      | 42 | 17 | 12 | 13 | 43  | 38  | +5   | 46 | 6.     |
| 1922/23                                                   | Second Division      | 2      | 42 | 15 | 10 | 17 | 35  | 44  | -9   | 40 | 13.    |
| 1923/24                                                   | Second Division      | 2      | 42 | 17 | 10 | 15 | 49  | 50  | -1   | 44 | 9.     |
| 1924/25                                                   | Second Division      | 2      | 42 | 12 | 17 | 13 | 42  | 38  | +4   | 41 | 9.     |
| 1925/26                                                   | Second Division      | 2      | 42 | 18 | 8  | 16 | 74  | 65  | +9   | 44 | 9.     |
| 1926/27                                                   | Second Division      | 2      | 42 | 11 | 11 | 20 | 71  | 96  | -25  | 33 | 19.    |
| 1927/28                                                   | Second Division      | 2      | 42 | 7  | 9  | 26 | 56  | 111 | -55  | 23 | 22.    |
| 1928/29                                                   | Third Division North | 3      | 42 | 18 | 8  | 16 | 83  | 74  | +9   | 44 | 10.    |
| 1929/30                                                   | Third Division North | 3      | 42 | 18 | 10 | 14 | 77  | 74  | +3   | 46 | 7.     |